# Oranjestad, Sint Eustatius

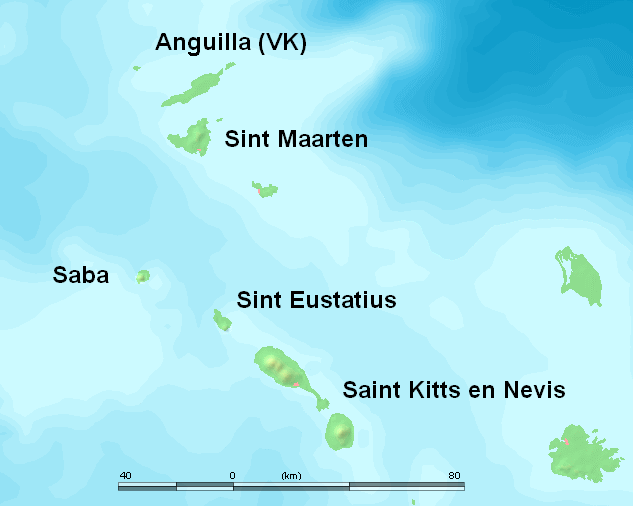
Översiktskarta

Oranjestad är huvudort på ön Sint Eustatius i Nederländska Antillerna.

## Staden
Oranjestad är belägen på öns västra del och har ca 1 000 invånare. De geografiska koordinaterna är 17°29′ N och 62°59′ V.
Staden har två stadsdelar, Benedenstad (Nedre staden) som ligger direkt vid viken Oranjebaai och som utgör Gamla stan med historiska byggnader som Fort Oranje byggd 1636, Honem Dalim Synagogan byggd 1739, Nederlandse Hervormde Kerk (Reformistkyrkan) byggd 1755 och gamla hus från kolonialtiden, hamnområdet och strandpromenaden. Bovenstad (Övre staden) är Oranjestads kommersiella centrum.
Förutom förvaltningsbyggnader som Gouverneurshuis finns även en rad shoppingmöjligheter, en skola, ett sjukhus och ett medicinskt universitet Sint Eustatius School of Medicine.
Stadens museum Simon Doncker Museum visar bruksföremål från öns historia.
Stadens flygplats heter FD Roosevelt (flygplatskod "EUX") belägen ca 1 km från centrum.

## Historia
Staden byggdes av holländare och omnämns första gången cirka år 1636.
Oranjestad blev från 1682 en ort för West-Indische Compagnie (Nederländska Västindiska Kompaniet).
Namnet härstammar från Willem van Oranje-Nassau, Oraniendynastins förste kung.